# پیتراوایرانو
پیتراوایرانو (به ایتالیایی: Pietravairano) یک کومونه در ایتالیا است که در استان کسرتا واقع شده‌است.

## خصوصیات
پیتراوایرانو ۳۳٫۲ کیلومترمربع مساحت و ۳٬۰۶۵ نفر جمعیت دارد و ۲۵۸ متر بالاتر از سطح دریا واقع شده‌است.

## خواهرخوانده
شهر Santa Maria Capua Vetere خواهرخواندهٔ پیتراوایرانو هست.